# Síndrome de Strumpell Lorrain
El Síndrome de Strumpell-Lorrain", también conocido como Paraplejía Espástica Hereditaria', Paraparesia Espástica Hereditaria, Paraplejía Espástica Familiar o Síndrome del Asentamiento Francés, es un grupo de padecimientos hereditarios cuya característica principal es la rigidez progresiva y contracción  (espasticidad) en los miembros inferiores, como resultado del deterioro o disfunción de los nervios.
El Síndrome de Strumpell-Lorrain no es una forma de parálisis cerebral aunque tenga una apariencia y comportamiento similar al de, por ejemplo, la diplejía espástica. Los orígenes del Síndrome de Strumpell-Lorrain son un fenómeno muy diferente a los de la parálisis cerebral. A pesar de esto, algunos de los medicamentos contra la espasticidad usados para tratar la parálisis cerebral espástica se utilizan ocasionalmente para el tratamiento de esta enfermedad.
Padecer este síndrome puede llegar a afectar el nervio óptico y retina, causar cataratas, ataxia (falta de coordinación muscular), epilepsia, deterioro cognitivo, neuropatía periférica, y sordera. El Síndrome de Strumpell-Lorrain es causado por defectos en el transporte de proteínas y otras sustancias a través de la célula. Los nervios largos pueden presentar posibles disfuncionalidades por ser particularmente sensibles a los defectos del transporte celular.

## Historia
El Síndrome de Strumpell-Lorrain fue descrito por primera vez en 1883 por Ernst Adolf Gustav Gottfried von Strümpell, un neurólogo alemán y posteriormente, Maurice Lorrain, un médico francés, lo describió más detalladamente en 1888.

## Neuropatología
La característica neuropatológica principal del Síndrome de Strumpell-Lorrain es la degenaración axonal que es máxima en las porciones terminales de los tractos ascendentes y descendentes más largos. Esto incluye los tractos corticoespinales cruzados y no cruzados hacia las piernas y el tracto de Goll. El tracto espinocerebral también está involucrado, pero en menor medida. Los cuerpos celulares de las neuronas en fibras degenerativas se preservan y no hay evidencia de desmielinización primaria. En algunos casos, también se observa pérdida de la asta anterior de la médula. La presencia de ganglios en la raíz dorsal, raíces posteriores y nervios periféricos es normal.

## Clasificación
El Síndrome de Strumpell-Lorrain se puede clasificar con base en los síntomas, método de herencia, edad del paciente al inicio del padecimiento, y por último, el gen asociado con la condición.

### Basado en síntomas
Espasticidad exclusivamente en las extremidades inferiores se describe como Paraplejía Espástica Hereditaria pura. Por otra parte, la Paraplejía Espástica Hereditaria se clasifica como compleja o complicada cuando se asocia con otros signos neurológicos, como ataxia,  retraso mental, demencia, signos extrapiramidales, disfunción visual, epilepsia, u otros signos extraneurológicos. Las formas complicadas se diagnostican como Síndrome de Strumpell-Lorrain cuando los signos piramidales predominan sobre las características neurológicas. Sin embargo, esta clasificación es subjetiva y a pacientes con Paraplejía Espástica Hereditaria compleja a veces se les diagnostica ataxia cerebral, retraso mental o leucodistrofia.

### Basado en el método de herencia
El Síndrome de Strumpell-Lorrain es un grupo de desórdenes genéticos, por lo que siguen las reglas generales de la herencia y puede ser transmitido de manera dominante autosómico, recesiva autosómica o recesiva ligada al gen x. El método de herencia involucrado tiene un impacto directo sobre las probabilidades de heredar el padecimiento. 

### Basado en la edad del paciente al inicio del padecimiento
Previamente, el Síndrome de Strumpell-Lorrain se había clasificado como tipo I o tipo II con base en la edad del paciente al inicio de los síntomas, que influye la relación entre espasticidad y debilidad. El tipo I se caracteriza por iniciar antes de los 35 años, mientras el tipo II se caracteriza por iniciar después de los 35 años. En casos del tipo I, no es rara la presencia de letargo al caminar y la espasticidad en las extremidades inferiores es más marcada que la debilidad. En el tipo II, la debilidad muscular, pérdida sensorial y síntomas urinarios son más marcados. Adicionalmente, el Síndrome de Strumpell-Lorrain tipo II evoluciona con más rapidez.

## Síntomas
Los síntomas dependen del tipo de Síndrome de Strumpell-Lorrain que se haya heredado. La característica principal de la enfermedad es la espasticidad progresiva de las extremidades inferiores, debido a una disfunción del tracto piramidal. Esto también da como resultado hiperreflexia, reflejos plantares extensores, debilidad muscular y varios disturbios en la vejiga. Adicionalmente, dentro de los síntomas centrales se incluyen la marcha anormal, dificultad al caminar, disminución en el sentido vibratorio en los tobillos y parestesia.
Los síntomas iniciales consisten generalmente en problemas con el equilibrio y tropiezos o golpes contra los dedos de los pies. Los síntomas pueden comenzar a cualquier edad, desde la infancia hasta después de los 60 años. Si los síntomas se manifiestan durante la adolescencia, la marcha espástica progresa insidiosamente durante varios años. Finalmente, puede ser necesaria la utilización de bastones, andadores y silla de ruedas, aunque algunas personas nunca requieren aparatos de asistencia.
Los pacientes con la forma autosómica dominante de la enfermedad tienen movimiento facial y extraocular normal. Aunque el reflejo meseterio puede ser marcado en individuos mayores, no hay dificultad al hablar o deglutir. El tono muscular y fuerza de las extremidades superiores se mantienen normales. En las extremidades inferiores, el tono muscular en los músculos isquiotibiales, cuadríceps y tobillos, incrementa. La debilidad más notable se detecta en el músculo iliopsoas, el músculo tibial anterior y, en menor medida, los músculos isquiotibiales.
En la forma compleja de la enfermedad, se presentan síntomas adicionales. Estos incluyen: neuropatía periférica, amiotrofia, ataxia, neuropatía óptica, demencia, retraso mental, ictiosis, epilepsia, sordera, o problemas al hablar, deglutir o respirar.

## Diagnóstico
El diagnóstico inicial del Síndrome de Strumpell-Lorrain yace sobre la historia familiar, la presencia o ausencia de signos adicionales y la exclusión de otras causas de espasticidad no genéticas. Esta última es particularmente importante en casos esporádicos.
Una Imagen por resonancia magnética es un procedimiento importante que se realiza para descartar otras condiciones neurológicas frecuentes, como esclerosis múltiple, y para detectar anomalías asociadas como una atrofia en el cuerpo calloso y anomalías en la sustancia blanca. El diagnóstico diferencial del Síndrome de Strumpell-Lorrain también debe descartar diplejía espástica, que presenta efectos del día a día casi idénticos e incluso pueden tratarse con medicamentos similares como baclofeno y cirugía ortopédica. En ocasiones, estas dos condiciones pueden parecer y sentirse tan similares que la única diferencia "perceptible" puede ser la naturaleza hereditaria del Síndrome de Strumpell-Lorrain contra la naturaleza explícitamente no hereditaria de la diplejía espástica (sin embargo, a diferencia de la diplejía espástica y otras formas de parálisis cerebral espástica, el Síndrome de Strumpell-Lorrain no puede ser tratado de manera fiable con rizotomía dorsal selectiva). 
La confirmación definitiva para el Síndrome de Strumpell-Lorrain sólo puede conseguirse al hacer una prueba genética con enfoque en la mutación conocida.

## Pronóstico
Aunque el Síndrome de Strumpell-Lorrain es una enfermedad progresiva, el pronóstico es muy variable. Afecta principalmente los músculos de las piernas y en ocasiones los del torso. En algunos pacientes la enfermedad es muy incapacitante, pero en otras ocasiones las manifestaciones son más leves y los pacientes pueden llevar una vida productiva y completa. La mayoría de los individuos con el Síndrome de Strumpell-Lorrain tienen una esperanza de vida normal.

## Tratamiento
No se conoce un tratamiento que prevenga, retrase o revierta el Síndrome de Strumpell-Lorrain. Las terapias disponibles principalmente consisten en el manejo de los síntomas y en promover el bienestar físico y emocional. Las terapias incluyen:
- Baclofeno – Un relajante de los músculos voluntarios que reduce su tono.
- Tizanidina – Para el tratamiento de espasmos intermitentes o nocturnos.
- Diazepam y Clonazepam – Para reducir la intensidad de los espasmos.
- Cloruro de Oxibutinina – Un relajante de los músculos involuntarios y agente espasmolítico, que se utiliza para reducir la espasticidad de la vejiga en pacientes con problemas de contención.
- Tartrato de Tolterodina – Un relajante de los músculos involuntarios y agente espasmolítico, que se utiliza para reducir la espasticidad de la vejiga en pacientes con problemas de contención
- Toxina botulínica – Para reducir la hiperactividad muscular
- Antidepresivos (como inhibidores selectivos de reabsorción de serotonina, antidepresivos tricíclicos inhibidores de la monoaminooxidasa) – para pacientes que sufren depresión clínica.
- Fisioterapia – Para restaurar y mantener el movimiento, reducir el tono muscular, mantener o mejorar el rango de movilidad, incrementar fuerza y coordinación; prevenir complicaciones como articulaciones congeladas, contracturas o escaras.

## Epidemiología
La prevalencia del Síndrome de Strumpell-Lorrain se estima entre 2 y 6 personas por cada 100,000 habitantes. Un estudio Noruego de más de 2.5 millones de habitantes, publicado en marzo de 2009, encontró una tasa de prevalencia del Síndrome de Strumpell-Lorrain de  7.4/100,000 habitantes – una tasa mayor, pero dentro de los mismos rangos de los estudios previos. No se encontraron alteraciones en la tasa según el género, y la edad promedio para el inicio del padecimiento fueron 24 años. En los Estados Unidos, el Síndrome de Strumpell Lorrain está listada como una "enfermedad rara" por la Oficina de Enfermedades Raras y por el Instituto Nacional de Salud, lo que significa que afecta a menos de 200,000 personas en Estados Unidos.